# Julia Ragnarsson
Julia Maria Ragnarsson (Malmö, 30 juli 1992) is een Zweedse actrice.

## Biografie
Ragnarsson werd geboren in Malmö als dochter van een acteur en een productieontwerpster. Vanaf tienjarige leeftijd is zij actief als actrice in Zweedse en Britse televisieseries en films. Zij begon in 2003 met acteren in de Zweedse film Tur & retur. Zij studeerde van 2008 tot en met 2011 aan de theaterschool van de Heleneholms gymnasium in Mälmo. Ragnarsson had enige tijd een relatie met acteur Filip Berg.

## Filmografie

### Films
- 2019 Midsommar - als Inga
- 2016 Take Down - als Rachel Hennie
- 2016 Min faster i Sarajevo - als Anja
- 2014 Tillbaka till Bromma - als Carola
- 2013 Stockholm Stories - als Anna
- 2008 Maria Larssons eviga ögonblick - als Anna Larsson (12 jaar oud)
- 2003 Tur & retur - als My

### Televisieseries
Uitgezonderd eenmalige gastrollen.
- 2023 Slutet på sommaren - als Vera - 6 afl.
- 2019-2022 Fartblinda - als Bea Farkas - 16 afl.
- 2021 Två systrar - als Vanessa - 8 afl.
- 2016-2018 Springfloden - als Olivia Rönning - 20 afl.
- 2017 Jakten på tidskristallen - als Amalia - 12 afl.
- 2013 The Bridge - als Laura Mössberg - 9 afl.
- 2012 The Fear - als Zana - 4 afl.

- Library of Congress Control Number: no2019083576
- Nederlandse Thesaurus van Auteursnamen: 403845238
- Virtual International Authority File: 123147266839035482031
- WorldCat: E39PBJkD4FDTvpHfgtbP996Yfq